# Airesis
Die Airesis SA mit Sitz in Montreux ist ein im Sportartikelbereich tätiges Schweizer Beteiligungsunternehmen. Sie umfasst die beiden Geschäftsbereiche Le Coq Sportif und Boards & More. Die Unternehmensgruppe beschäftigt 282 Mitarbeiter und erwirtschaftete 2007 einen Umsatz von 140 Millionen Schweizer Franken. Die Aktien der Airesis SA sind an der Schweizer Börse SWX Swiss Exchange kotiert.

## Tätigkeitsgebiet
Das Unternehmen hält über ihre Tochtergesellschaft Le Coq Sportif Holding SA  verschiedene Sportartikelmarken. Die französische Traditionsmarke Le Coq Sportif bietet Sport- und Freizeitbekleidung an. Airesis hält 82 % an Le Coq Sportif. Mit 2013 wurde die Tochtergesellschaft Boards & More Holding SA an die deutsche Beteiligungsgesellschaft Emeram Capital veräußert. Der Geschäftsbereich Boards & More umfasst die Marken Fanatic, Ion sowie Duotone und ist insbesondere auf Windsurfing und Kiteboarding spezialisiert.

## Geschichte
Das Unternehmen ging 2004 aus der HPI Holding hervor. Diese wurde von einer Gruppe von Mehrheitsaktionären übernommen und 2005 grundlegend umstrukturiert. Hierbei wurde das Geschäft auf den Sportartikelbereich fokussiert, der Verwaltungsrat teilweise ausgewechselt, das Unternehmen in Airesis SA umfirmiert und in der Folge sämtliche nicht zum neuen Kerngeschäft gehörende Beteiligungen veräussert.
2005 erwarb Airesis den 1882 gegründeten französischen Sportartikelhersteller Le Coq Sportif. Die bereits zuvor von Airesis gehaltenen Beteiligungen und Marken wurden 2006 in Boards & More zusammengefasst, welche seither neben Le Coq Sportif als zweiter Geschäftsbereich geführt wird.
2014 übernahm Airesis den Skihersteller Movement.